# Jean-Claude Perez

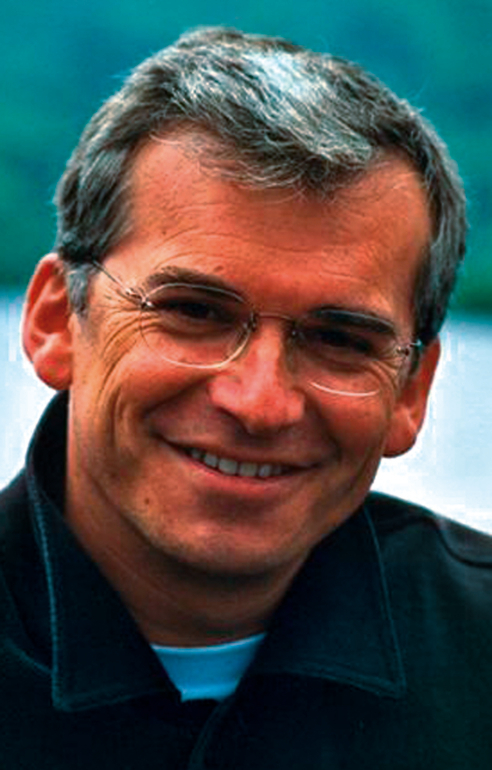
Jean-Claude Perez

Jean-Claude Perez (* 31. März 1964 in Carcassonne) ist ein französischer Politiker. Er ist seit 1997 Abgeordneter der Nationalversammlung.
Perez studierte in Toulouse Psychologie und begann zu dieser Zeit mit seinem politischen Engagement für die Parti socialiste. 1983 wurde er zum Vorsitzenden der Jugendorganisation seiner Partei im Département Aude. Mit seiner Wahl zum stellvertretenden Bürgermeister von Limoux im Jahr 1989 erlangte er sein erstes politisches Amt. 1991 stieg er parteiintern zum ersten Sekretär der PS im Département Aude auf. Bei den Parlamentswahlen 1997 zog er im ersten Wahlkreis des Départements in die Nationalversammlung ein. Als Abgeordneter wurde er 2002, 2007 und 2012 wiedergewählt. Perez, der seit 2001 Mitglied des Stadtrats von Carcassonne war, wurde 2009 zum Bürgermeister der Stadt gewählt.